# Матч всех звёзд НХЛ 1964
18-й матч матч всех звёзд НХЛ прошёл 10 октября 1964 года в Торонто.
Победная шайба оказалась на счету Мюррэя Оливера из «Бостона».
Вратарь «Олл Старс» Чарли Ходж стал первым голкипером, получивший штрафные минуты в Матчах всех звёзд НХЛ.

## Хоккейная форма на матч всех звезд
Необычные плечевые петли, появившиеся на майках "All-Star" в 1960 г., были заменены более традиционными полосами. На плечевых отворотах и спине расположены узкие оранжево-черно-оранжевые полосы, а на рукавах и по линии талии - оранжево-черно-оранжевые. Рукава и линия талии заканчиваются черным цветом. Оранжевый воротник на передней части майки остался, а переднюю часть майки украшают две большие оранжевые звезды, обведенные черным кругом, и одна звезда на спине. Номера игроков на передней и задней частях майки нанесены в виде простых черных цифр. Эта майка использовалась на протяжении всей игры 1970 года, и фактически лига использует эту "аутентичную игровую" майку каждый год, пока она не потребует замены.

## Ход игры
В первой половине игры не было равных двум звездам - Джонни Боуэру из команды "Торонто Мейпл Лифс" и Гленну Холлу из команды "Чикаго Блэкхокс". Однако во втором периоде "Все звезды" забросили три шайбы за счет Терри Софчука, в то время как "листья" смогли забить только две шайбы за счет Чарли Ходжа из "Монреаль Канадиенс". В конце второго периода отличился монреальский игрок Жан Беливо, которому ассистировали Бобби Халл из "Чикаго" и Горди Хоу из "Детройт Ред Уингз". В третьем периоде Мюррей Оливер из команды "Бостон Брюинз" и Джим Паппин из команды "Мэйпл Лифс" обменялись голами. Ходж стал первым вратарем за 18-летнюю историю "Игры всех звезд", который был наказан за удержание во втором периоде.